# ハヴァーガル・ブライアン

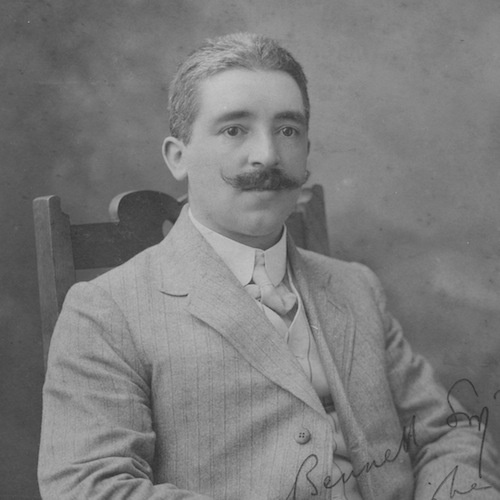
ハヴァーガル・ブライアン

ハヴァーガル・ブライアン（William (Havergal) Brian, 1876年1月29日 - 1972年11月28日）英国の作曲家・音楽評論家。洗礼名はウィリアムだが、ヴィクトリア朝時代の地方の聖歌作者に倣ってHavergalと名乗るようになった。

## 概要
1876年1月29日、イギリスのスタッフォードシャー州のドレスデンに労働者階級の子供として生まれた。小学校卒業後は事実上の独学で音楽を学んだ。1907年にヘンリー・ウッドの注目するところとなり一時的に作曲家として成功したが、1920年代には既に忘れられた存在になっており、以後も作曲家としてはあまり変わり映えのしない生涯だった。しかし、それにもかかわらずブライアンは多作であり、かつ、文筆活動も盛んだった。1958年に、サセックス州のショアハム (Shoreham) において96歳で亡くなった
再評価が始まった1950年代から1960年代にかけては伝説的存在だったが、その間にも、ベートーヴェン以降で類のないほどおびただしい数の交響曲（32曲）を作曲し、長い一生の間に殆どすっかり無視されながらも、創作に執念を燃やした。現在でさえ、ブライアン作品は一つとして頻繁には演奏されてはいないものの、初期に成功をつかんだ後で無視に遭った芸術家のうち、これほど多くの芸術的かつ野心的な作品を、長きにわたって創作し続けた者はほとんどいない。

## 生涯
スタッフォードシャー州のドレスデン (後に、ストーク＝オン＝トレントに吸収合併) で、陶器職人の子供として生まれた。7人兄弟 (うち4人は子供の時分に早世) のうちで最初の子供である。イギリス人作曲家には珍しく、労働階級の出身である。ブライアンは子供の時分には少年合唱団のメンバーとして活動、11歳で小学校を卒業したが、その後、学費を捻出しながら和声法と対位法を学んだ。小学校卒業後は、しばらくチェシア州のオッド・ロード・チャーチ（Odd Rode Church）で教会オルガニストを務めた。1895年に、エルガーの合唱曲《オラフ王のサガからの情景 Scenes from the Saga of King Olaf》のリハーサルに接してから、R.シュトラウスやイギリス人作曲家による新作音楽を熱心に支持するようになった。音楽祭への出席を通じて、ほぼ同世代の作曲家グランヴィル・バントックと生涯にわたる友情を築くようになる。
1907年に《イングランド組曲 第1番》が指揮者ヘンリー・ウッドの注目を引き、ロンドンのプロムスで上演されると一夜にして成功をおさめた。するとブライアンは、出版者を獲得して、さらにいくつかの作品を上演することができた。なぜブライアンがその後も躍進を続けることができなかったのかというと議論の的になるのだが、ことによると、人見知りする性格や、大っぴらな場所での自信のなさのためかもしれない。いずれにせよ、上演の要請はたちまち断たれてしまった。
この時点で20世紀のイギリス音楽における異例な展開が、ブライアンの人生を変えることになったということは、良かれ悪しかれ明白である。一時的ではあったが、スタッフォードシャーの裕福な陶器商人から金銭的な支援を受けることもできた。ブライアンは、この地域の裕福な実業家ハーバート・ミントン・ロビンソンから年金500ポンド（当時の中産階級下層のまずまずの所得にあたる）を提供されて、すべての時間を作曲に捧げることができるようになった。どうもロビンソンはブライアンに、すぐにも成功をつかんでもらって、作品の力によって経済的に自立してもらおうと期待したらしい。だが、これは全くの見込み違いであった。しばらくブライアンは、たくさんの野心的な合唱曲や管弦楽曲の大作に取り組んだのだが、急いで作品を完成させなければならないという危機感を持つことがなくなり、それまで味わったことのない享楽に、たとえば値のはる美食やイタリア旅行に溺れるようになっていった。しかし、このような幸運が続いたのも1913年までで、1920年代以降は作曲家としては次第に忘れ去られた存在になっていった。
ついに金銭をめぐるいさかいや、若い女中との情事によって、ブライアンの結婚生活は崩壊に至った。ブライアンがロンドンに逃げると、ロビンソンはその出来事にひどく腹を立てたにもかかわらず、存命中はずっと資金を提供し続けたが、手当ての大半はブライアンの別居中の妻の許に渡った。ブライアンの不倫は一生続いたのである。
忘れられたとは言いながらもブライアンは多作な作曲家だっただけでなく、評論家として、あるいは新しい音楽傾向の唱道者としても活発に活動した。次第にブライアンはまた作曲するようになり、しかも赤貧洗う如しの状況で、音楽関係の仕事、たとえば写譜や編曲、音楽雑誌『ミュージカル・オピニオン』(英語: Musical Opinion) への寄稿などを受け入れるようになる。その後は特に『ミュージカル・オピニオン』誌の副編集長として活発に活動した。
第2次世界大戦中は軍需相の公務員に従事した。1958年に、サセックス州のショアハム (Shoreham) に移住、96歳で亡くなった。

## 作品とその受容
ブライアンにとって成功は無縁のものだった。たとえ軍務が短く、ばかばかしく、それによって最初のオペラ《虎 The Tigers》の題材を得られたにしても。ブライアンは1920年代になってやっと交響曲に振り向いた。そのうち一つが初演されたのは1950年代になってからだったが、それまでにブライアンは10曲以上の交響曲を書き上げていた。これは作曲家でBBCの音楽プロデューサーだったロバート・シンプソンの発見のおかげであり、シンプソンはエイドリアン・ボールトにブライアンの《交響曲 第8番》を取り上げるように1954年に依頼したのであった。これ以降、ブライアンの別の22の交響曲（後年の交響曲の多くは短く、単独楽章か2楽章による）や、いくつかの小品が見直されるようになった。
1961年に、ブライアンの現存する最大の作品である《交響曲 第1番「ゴシック交響曲」》（1919年～1927年作曲）がウェストミンスターのセントラル・ホールにおいて、アマチュアの演奏家を交えつつ、ブライアン・フェアファックスの指揮によって初演され、1966年には完全にプロの演奏家により、ロイヤル・アルバート・ホールにおいてボールトの指揮で上演された。どちらもシンプソンの尽力の賜物であった。後者の上演は実況中継され、多くの人々がその夜ブライアンの音楽をはじめて耳にした（この放送音源はマイナー・レーベルから海賊盤が出回った）。これはかなりの反響をまき起こし、6年後に作曲者が死去するまでの間、ブライアン作品のいくつかが上演され、最初の商業録音も登場するようになった。
作曲者の死後から数年すると、まだシンプソンがBBCに影響力をもっていた間にブライアン作品への関心が蘇り、たくさんの録音や演奏が行なわれるようになった。2冊の伝記や、ブライアンの交響曲に関する3巻の研究書も発表された。
ブライアン作品の名声は、決まって熱狂的支持者の間に限られており、決してヴォーン・ウィリアムズなどの域には及んでいない。ブライアン作品のうち若干のものしか出版されておらず、ブライアン作品の無視は相変わらず続くことになりそうである。それに充分にリハーサルされた演奏や、円熟した解釈による演奏は数少なく、ブライアン作品の真価を判断することが今もなお困難である。

## 主要作品

### 交響曲
- 交響曲 第1番「ゴシック」
- 交響曲 第2番
- 交響曲 第3番
- 交響曲第4番「勝利の歌」
- 交響曲第5番「夏のワイン」
- 交響曲第7番
- 交響曲第8番
- 交響曲第9番
- 交響曲第13番
- 交響曲第18番
- 交響曲第27番
- 交響曲第30番
- 交響曲第31番
- 交響曲 第32番

### 管弦楽曲
- ヴァイオリン協奏曲
- イングランド組曲第1番
- 古い詩による幻想的変奏曲
- 自作の主題によるバーレスク変奏曲